# Ainavarppijärvi
Ainavarppijärvi är en sjö vid svensk-finska gränsen. Den svenska delen ligger i Kiruna kommun och den finländska i kommunen Enontekis i landskapet Lappland i Finland. Sjön ligger 405,5 meter över havet. Arean är 1,03 kvadratkilometer och strandlinjen är 9,42 kilometer lång. Sjön  ingår i Torne älvs huvudavrinningsområde.   Den ligger omkring 300 kilometer nordväst om Rovaniemi och omkring 960 kilometer norr om Helsingfors. 
Nordöst om Ainavarppijärvi ligger Sooreheemi. 